# Stictodepsa neotropicalis
Stictodepsa neotropicalis är en insektsart som beskrevs av George Willis Kirkaldy. Stictodepsa neotropicalis ingår i släktet Stictodepsa och familjen hornstritar. Inga underarter finns listade i Catalogue of Life.